# Liste der Kulturdenkmäler in Nürburg
In der Liste der Kulturdenkmäler in Nürburg sind alle Kulturdenkmäler der rheinland-pfälzischen Ortsgemeinde Nürburg aufgeführt. Grundlage ist die Denkmalliste des Landes Rheinland-Pfalz (Stand: 12. Juni 2023).

## Einzeldenkmäler
| Bezeichnung                          | Lage                                                               | Baujahr                     | Beschreibung | Bild                                    |
| ------------------------------------ | ------------------------------------------------------------------ | --------------------------- | --- | --------------------------------------- |
| Brunnen                              | Burgplatz Lage                                                     |                             | Brunnen | Fotos hochladen                         |
| Missionskreuz                        | Burgplatz Lage                                                     | 1639                        | Missionskreuz, bezeichnet 1639, 1733 ergänzt | Fotos hochladen                         |
| Wegekreuz                            | Burgstraße, bei Nr. 12 Lage                                        | 1705                        | Wegekreuz, bezeichnet 1705 | BW                                      |
| Wegekreuz                            | Burgstraße, Ecke Bergfriedenweg Lage                               | 1793                        | Wegekreuz, Konsolentyp, bezeichnet 1793 | Fotos hochladen                         |
| Katholische Pfarrkirche St. Nikolaus | Hauptstraße Lage                                                   | Anfang des 16. Jahrhunderts | spätgotischer Chor, Anfang des 16. Jahrhunderts, Langhaus 1817, Anbau 1953 | weitere Bilder Fotos hochladen          |
| Grabplatte und -kreuz                | Hauptstraße, an der Kirche Lage                                    | 18. und 19. Jahrhundert     | Grabplatte, 18. Jahrhundert, Grabkreuz, 1805 | Fotos hochladen                         |
| Wegekreuz und Kreuztragungsgruppe    | Hauptstraße, auf dem Friedhof Lage                                 | 15. und 17. Jahrhundert     | Wegekreuz, 17. Jahrhundert; Kreuztragungsgruppe, Mitte des 15. Jahrhunderts | Fotos hochladen                         |
| Kreuz                                | Hauptstraße, bei Nr. 24 Lage                                       | 1822                        | Kreuz, bezeichnet 1822 | BW                                      |
| Relief                               | Hauptstraße, an Nr. 35 Lage                                        |                             | Relief, mittelalterlich (?) | BW                                      |
| Burgruine Nürburg                    | nördlich des Ortes Lage                                            | ab dem 12. Jahrhundert      | Hauptburg mit Zwinger mit Rund- und Schalentürmen, Doppeltor, 14. Jahrhundert, 1878 wiederhergestellt, Bergfried, aus dem 12. Jahrhundert oder der ersten Hälfte des 13. Jahrhunderts, Palas, Reste eines Wirtschaftsgebäudes, Vorburg mit Kapelle (Reste), Bruchsteinbau unterhalb der Burg; Gesamtanlage | weitere Bilder Fotos hochladen          |
| Antoniuskreuz                        | östlich des Ortes zwischen Nürburgring-Nordschleife und B 258 Lage | 1763                        | Antoniuskreuz, Basaltlava, bezeichnet 1763 | BW                                      |
| Kreuze                               | östlich des Ortes an der Nürburgring-Nordschleife                  | ab 1641                     | zwei Kreuze innerhalb der Rennstrecke: Pestkreuz, Basaltlava, bezeichnet 1641; Grabkreuz, Basaltlava, bezeichnet 1696 | Direkt Bild zu diesem Denkmal hochladen |